# Season of Mist
Season of Mist ist ein französisches Independent-Label, das sich auf Rock und Metal spezialisiert hat. Der Hauptsitz befindet sich in Marseille.

## Geschichte
Das Label wurde 1995 von Michael Berberian nach Abschluss seines Studiums gegründet. Der Name bezieht sich nach Aussagen Berberians auf eine Graphic Novel von Neil Gaiman, The Sandman: Season Of Mists (auf Deutsch: Sandman – Die Zeit des Nebels). Berberian hatte bereits während des Studiums Konzerte organisiert, bei denen er immer öfter nach den Veröffentlichungen der Bands gefragt wurde. Als die ersten Demos auf CD erschienen, beschloss Berberian, zunächst einen Versandhandel zu eröffnen, aus dem das Label hervorging. Der Schwerpunkt lag anfangs auf Bands aus der progressiven Black-Metal-Szene. Im Jahr 1999 engagierte Berberian Sabiene Goudriaan als zweite Geschäftsführerin, die ihn bei der Professionalisierung des Labels und dabei unterstützte, aus der Wahrnehmung als Underground-Label herauszugelangen.
Als einen der größten kommerziellen Erfolge des Labels bezeichnete Berberian den 1999 abgeschlossenen Plattenvertrag mit Mayhem und die Veröffentlichung von Grand Declaration of War. Es habe das Label und ihn sehr viel Geld gekostet, das sich jedoch letztlich sowohl für Season of Mist als auch für Mayhem bezahlt gemacht habe. Als weitere für das Unternehmen wichtige Veröffentlichungen der 1990er Jahre werden …And Oceans und Deströyer 666 genannt.
2003 eröffnete das Label in Zusammenarbeit mit Renegade Records ein Büro in Philadelphia, um auch in Nordamerika präsent zu sein. Ab 2004 wurde dieses Büro von Sean Pelletier geleitet, einem ehemaligen Mitarbeiter von Relapse Records. 2011 übernahm Gordon Conrad die Leitung. Es beschäftigt 10 Mitarbeiter (Stand 2020). Ein weiteres Büro wurde in der Folge in den Niederlanden in Vaassen etabliert. Im Jahr 2016 sind das Management und die Werbeabteilung dorthin umgezogen. 2020 feierte das Label sein 25-jähriges Bestehen.
Eine wichtige Rolle bei der Auswahl der Bands, die das Label unter Vertrag nimmt, spielt die Frage, ob Berberian und seine Mitarbeiter die Musik persönlich mögen. Daneben legt das Label Wert darauf, auch unbekannte Bands unter Vertrag zu nehmen, sucht jedoch stets den Ausgleich zwischen riskanten Veröffentlichungen von Newcomern und kommerziell erfolgreichen Bands. Daneben orientierte sich das Label auch an anderen Subgenres des Heavy Metal, nach Aussage von Berberian gerade noch rechtzeitig, um das Überleben des Unternehmens am Markt zu sichern. Weiterhin gehört zu Season of Mist in Frankreich der Vertrieb SoundWorks, der unteren anderem für Label wie Metal Blade Records, Prophecy Productions oder Napalm Records arbeitet, und ein Internet-Versandhandel.
Das Label hatte Ende 2024 rund 300 Bands unter Vertrag.

## Aktuelle Bands
Unter anderem stehen folgende Bands bei Season of Mist unter Vertrag:
- The Abbey
- …And Oceans
- Ava Inferi
- Benighted
- Beyond Creation
- Carach Angren
- Carpathian Forest
- The Casualties
- Crippled Black Phoenix
- Cynic
- Dagoba
- Deströyer 666
- Der Weg einer Freiheit
- Endstille
- Erdve
- Esoteric
- Fair to Midland
- Ghost Brigade
- Heilung
- Kylesa
- Leng Tch’e
- Macabre
- Mayhem
- Morgul
- Minushuman
- My Insanity
- Nargaroth
- Nattefrost
- Necrophagia
- Pest
- Rotting Christ
- Saint Vitus
- Saor
- Shining
- Sinistro
- Sólstafir
- Sturmgeist
- Sylvaine
- The Crest
- The Old Dead Tree
- Tsjuder
- War from a Harlots Mouth
- Zuriaake

## Frühere Bands
Bands, die schon Werke bei Season of Mist veröffentlicht haben (Auswahl):
- Abaddon Incarnate
- Atheist
- Anaal Nathrakh
- Anorexia Nervosa
- Carnival in Coal
- Fleshgrind
- Geasa
- Gorgoroth
- Gorguts
- Kampfar
- Mar de Grises
- Nocturnus
- Reverend Bizarre
- Salem
- Septicflesh
- Shape of Despair
- Soul Demise
- The Dillinger Escape Plan

## Season of Mist Underground Activists
Im Jahr 2007 gründete Berberian das Sublabel Underground Activists mit dem Ziel, dort Underground-Bands unter Vertrag zu nehmen, die nicht zur kommerziellen Ausrichtung von Season of Mist passen. Die erste Veröffentlichung des Sublabels war das Debütalbum von Bestial Mockery mit dem Titel Slaying the Life.

### Veröffentlichungen (Auswahl)
- Bestial Mockery – Slaying the Life (2007)
- Drudkh – Microcosmos (2009)
- Drudkh / Hades Almighty – Той, Хто Говорить З Імлою / Pyre Era, Black! (Split-Album, 2016)
- Drudkh / Paysage D’Hiver – Somewhere Sadness Wanders / Schnee [IV] (Split-Album, 2017)
- Drudkh / Winterfylleth – Thousands of Moons Ago / The Gates (Split-EP, 2014)
- Festerday – Iihtallan (2019)
- Grave Desecrator – Dust to Lust (2016)
- Imperium Dekadenz – Dis Manibvs (2016)
- Incantation – Tribute to the Goat (2016)
- Koldbrann – Vertigo (2013)
- Mystifier – Protogoni Mavri Magiki Dynasteia (2019)
- Necrowretch – Satanic Slavery (2017)
- Nocturnal Graves – Titan (2018)
- Revenge – Behold.Total.Rejection (2016)

## Auszeichnungen
- 2019: Label of the year der Zeitschrift Metal Injection (USA)[8]